# کروموزوم ۱۱ (انسان)

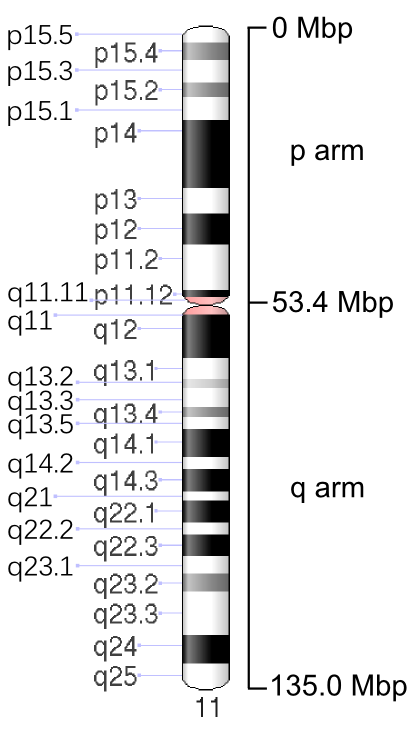
ایدئو گرام کروموزوم ۱۱ انسان. MBP به معنی مگا جفت باز است. برای مشاهدهٔ دیگر منابع جایگاه کروموزومی را ببینید.

کروموزوم ۱۱ (انسان)، در کنار کروموزوم‌های دیگر، یکی از ۲۳ جفت کروموزوم در بشر است. انسان‌ها به روال معمول دو نسخه از این کروموزوم را دارند. کروموزوم ۱۱ انسان در حدود ۱۳۵ میلیون جفت باز (اجزای تشکیل‌دهندهٔ دی‌ان‌ای) را پوشش می‌دهد و دربرگیرندهٔ بین ۴ تا ۴٫۵ درصد از کل دی‌ان‌ای در سلولهای انسان است. کروموزوم ۱۱ انسان یکی از غنی‌ترین کروموزوم‌ها در پیوستگی ژن - بیماری در ژنوم انسان است.
شناسایی هویت ژن‌ها در هر کروموزوم یکی از زمینه‌های فعال در پژوهش‌های ژنتیکی است. پژوهش‌گران از روش‌های مختلفی برای پیش‌بینی تعداد ژن در هر کروموزوم استفاده می‌کنند، از این رو، شمار تخمینی ژن‌ها در هر کروموزوم همیشه یک‌سان نیست. دانشمندان بر این باورند که کروموزوم ۱۱ به احتمال بالا در بر گیرندهٔ بین ۱۳۰۰ و ۱۷۰۰ ژن است.
بررسی‌های اخیر نشان می‌دهند که ۱۱٫۶ ژن در هر مگا جفت‌باز، از جمله ۱۵۲۴ ژن کدکننده پروتئین و ۷۶۵ شبه‌ژن را می‌توان در کروموزوم ۱۱ یافت.
بیش از ۴۰ درصد از ۸۵۶ ژن گیرندهٔ بویایی در ژنوم انسان در ۲۸ تک‌خوشه و خوشه‌های ژنی در درازای کروموزوم ۱۱ قرار گرفته‌اند.